# Fonderia Colbachini
La Fonderia Campane Daciano Colbachini e Figli - Stabilimento Pontificio S.r.l. è stata un'antica azienda di metallurgia specializzata nella progettazione e realizzazione di campane con sede a Cervarese Santa Croce.
Fondata nel 1745 per opera dei fratelli Giuseppe ed Antonio Colbachini che si stabilirono nel borgo di Angarano, nei pressi di Bassano del Grappa, è annoverata tra le più antiche aziende familiari della provincia di Padova e dal 1990 è stata iscritta tra le aziende dell'associazione mondiale Gli Henokiens, associazione che annovera le imprese familiari che operano da almeno un bicentenario.

## Storia
Nel 1745 Giuseppe Colbachini, dopo aver appreso le tecniche di fusione, decise di aprire insieme al fratello Antonio una fonderia di campane ad Angarano, antico borgo di Bassano del Grappa. Negli anni anche gli altri due fratelli, Daciano e Gaspare, entrarono nell'impresa che, in breve tempo, si affermò per la qualità del suono delle sue campane. Agli inizi dell'Ottocento l'officina bassanese era ormai insufficiente a far fronte alle tante richieste che le arrivavano. Giuseppe Colbachini fu anche uno studioso di matematica e soprattutto un appassionato di musica, questo aiutò a produrre campane caratterizzate dalla precisione del suono. I Colbachini, allora, decisero di trasferire l'intera attività nel centro di Padova vicino alla Cattedrale e al Palazzo della Ragione. Il successo della fonderia fu sancito il 17 gennaio 1898, quando il papa Leone XIII attribuì all'azienda il titolo di "Fonderia Pontificia".
Nel corso del XIX secolo l'azienda conobbe un ancor più deciso sviluppo commerciale che la portò a varcare i confini regionali e a raggiungere prima alcuni Paesi europei e, verso la fine dell'Ottocento, ad attraversare l'Oceano. Per sostenere l'attività di esportazione, oltre alle filiali italiane di Milano e di Roma, vennero aperti uffici di rappresentanza a Istanbul e ad Atene. Nei decenni seguenti l'attività dell'impresa, che aveva sede a Cervarese Santa Croce, in provincia di Padova, è proseguita con successo sempre sotto la guida della famiglia. L'azienda, che nel 1990 è entrata a far parte dell'associazione mondiale dei Henokiens, è ancora guidata da un discendente della famiglia, Giovanni Aldinio Colbachini. La fonderia chiuse nel 2006.